# 1592 год в музыке

## События
- 1 мая — итальянский композитор и музыкант Эрколе Пасквини[итал.] стал органистом известного веронского мецената графа Марио Бевилакква и церкви Санта-Мария-ин-Органо в Вероне.
- 7 июля
  - Английский композитор и музыкант Джон Булл получил степень доктора музыки в Оксфорде (вследствие чего в исторических источниках стал именоваться как «доктор Булл»). В мае того же года он стал жертвой ограбления недалеко от Тьюксбери.
  - Английский композитор Джайлз Фарнэби, учившийся в Оксфорде, получил степень бакалавра в Крайст-чёрч.
- 11 июля — Английский композитор Фрэнсис Трегиан-младший[англ.] получил должность камергера кардинала Уильяма Аллена[англ.][1] и уехал с ним в Рим, где провёл два года.
- 13 ноября — английский духовой музыкант и композитор итальянского происхождения Лодовико Бассано женится на Элизабет Дэймон[2].
- Прославленный впоследствии итальянский теоретик музыки Пьетро Чероне после службы певчим при испанском дворе в Неаполе и на Сардинии (в Ористано), переезжает в Мадрид, где служил певчим в королевской капелле Филиппа II и (позже) Филиппа III.
- Итальянский композитор и капельмейстер Ипполито Баккузи[англ.], после 1589 года вернувшийся в Верону, стал капельмейстером местного собора и оставался им до своей смерти.
- Английский композитор и музыкант итальянского происхождения Альфонсо Феррабоско-мл.[англ.] благодаря своему опекуну Гомеру ван Аустервику, придворному королевы Елизаветы I, начинает карьеру при английском дворе.
- Французский тенор и композитор Николя Форме[фр.] восстановлен в королевской капелле за свои музыкальные способности и благодаря влиятельным поклонникам.
- Немецкий композитор и музыкант Иоганн Кнёфель[нем.] отправился в Прагу, где стал органистом и кантором в церкви святого Генрих[чеш.] в Нове-Место, известной своим хором.
- Английский композитор и музыкант Томас Морли, первый органист собора Святого Павла в Лондоне, был произведён в джентльмены[англ.] Королевской капеллы и занимал эту должность до своей смерти.
- Франко-фламандский композитор, певец и капельмейстер Жьяш де Верт хотел поставить трагикомедию Il pastor fido Баттисты Гуарини на музыку написанную им самим и Франческо Ровиго. Проект терпит неудачу из-за хореографических проблем в реализации третьего акта.
- Репутация итальянского композитора и теоретика музыки Людовико Цаккони восходит к его основному труду «Музыкальная практика» (Prattica di musica), впервые опубликованному в Венеции в 1592 году. Второй том появляется в 1619 году, по некоторым источникам в 1622 году. Эти два тома (содержащие четыре произведения) представляют собой обширные, богато иллюстрированные труды по теории музыки по полифонии и церковным тонам, являясь ценными источниками по ранним операм и ораториям. Влияние Цаккони можно найти в трактатах «Композитор и наставник» Пьетро Чероне 1613 года и «Устройство музыки» (Syntagma musicum) Михаэля Преториуса 1618 года.

## Публикации
- Костанцо Антеньяти[итал.] — Псалмы для восьми голосов (Венеция: Анджело Гардано)
- Джамматео Азола[итал.]
  - Cantus Firmus Masses для органа и хора (Венеция: Джакомо Винченти[итал.])
  - Sacra, omnium solemnitatum vespertina psalmodia для пяти голосов, также включает магнификат (Венеция: Риккардо Амадино[итал.])
- Паоло Беллазио[англ.] — Вилланеллас для трёх голосов с табулатурой для лютни (Венеция: Анджело Гардано)
- Валерио Бона[англ.] — Вторая книга канцонетт для трёх голосов (Венеция: Риккардо Амадино)
- Джованни Кроче — Вторая книга мадригалов для пяти голосов (Венеция: Джакомо Винченти)
- Томас Ист[англ.] (ред.) — подготовил и издал сборник The Whole Booke of Psalmes, содержит новые настройки английских композиторов, включая Эдварда Бланкса, Эдмунда Хупера и Джона Дауленда (Лондон: Томас Ист).
- Тибурцио Массаино
  - Sacri modulorum concentus для шести, семи, восьми, девяти, десяти и двенадцати голосов в двух или трёх хорах с инструментами (Венеция: Анджело Гардано)
  - Первая книга мотетов для четырёх голосов (Прага: Георг Нигринус)
  - Первая книга мотетов для шести голосов (Венеция: Анджело Гардано)
- Клаудио Меруло — Первая книга Canzoni d’intavolatura d’organo, сборник клавишных (Венеция: Анджело Гардано).
- Филипп де Монте — Пятнадцатый том мадригалов для пяти голосов (Венеция: Анджело Гардано)
- Клаудио Монтеверди — Di Claudio Monteverde il terzo libro de madrigali a cinque voci (Третья книга мадригалов для пяти голосов; Венеция: Риккардо Амадино)
- Никола Парма — Вторая книга мадригалов для пяти и шести голосов (Венеция: Риккардо Амадино)
- Риккардо Роньони[англ.] — Passaggi per potersi esercitare nel diminuire terminatamente con ogni sorte d’instrumenti et anco diversi passaggi per la semplice voce humana di Richardo Rogniono espulso di Val Tavegia (Венеция).
- Паоло Феррарезе[итал.] — Responsoria hebdomadae sanctae (Венеция)[3].
- Жан де Кастро[англ.]
  - Tricinium sacrorum для трёх голосов, часть 2 (Антверпен)
  - Trois Odes contenant chascune d’elles douze parties для четырёх голосов (Дуэ)
  - Sonets, avec une chanson для двух голосов (Антверпен)
  - Chansons, stanses, sonets, et epigrammes для двух голосов (Антверпен)
- Джованни Джакомо Гастольди — Первая книга мадригалов для шести голосов, (Венеция: Риккардо Амадино)
- Жакоб Реньяр[нем.] — Lautenbuch […] Sampt […] Tentzen, Passamezzen, Galliarden (Франкфурт-на-Одере)
- Лодовико Виадана — Missa Defunctorum для трех голосов (Венеция)

## Классическая музыка
- Жьяш де Верт — Missa dominicalis для пяти голосов
- Якоб Флориус[нем.] — Месса Sù, sù, sù nonb più dormir для шести голосов (также приписывается Георгу Флориусу)

## Родились
Дата неизвестна
- Джон Дженкинс[англ.], английский композитор (ум. в 1678).
- Доменико Мадзокки, итальянский композитор эпохи барокко, писавший только вокальную музыку (ум. в 1665).

## Умерли
- 29 февраля — Алессандро Стриджио-ст., итальянский дипломат и композитор, автор мадригалов и мадригальных комедий (род. в 1540).
- Май — Джованни Доменико да Нола[итал.], неаполитанский поэт и композитор (род. ок. 1510).
- 24 мая — Николаус Зельнеккер, немецкий лютеранский теолог, композитор и автор христианских гимнов (род. в 1530).
- 30 июня — Аннибале Сойло[итал.], один из самых значительных композиторов итальянского Возрождения (род. в 1537).
- 1 июля — Марко Антонио Индженьери, итальянский композитор, известен как учитель Клаудио Монтеверди (род. в 1536)[4].